# Diecezja Montepulciano-Chiusi-Pienza
Diecezja Montepulciano-Chiusi-Pienza – łac. Dioecesis Montis Politiani-Clusina-Pientina – diecezja Kościoła rzymskokatolickiego we Włoszech, w metropolii Sieny, w regionie kościelnym Toskania.
Diecezja Montepulciano została erygowana 10 listopada 1561. 30 września 1986 została połączona z diecezją Chiusi-Pienza.